# 杨立顺
杨立顺（1952年9月—），中国人民解放军中将军衔。
曾任第二炮兵第52基地政部主任、副政治委员。2002年，任第51基地政治委员。2003年，任第55基地政治委员等。2009年7月，任第二炮兵副政治委员。2010年7月，晋升中将军衔。2014年12月，到龄退役。